# Faye (Loir-et-Cher)
Faye è un comune francese di 225 abitanti situato nel dipartimento del Loir-et-Cher nella regione del Centro-Valle della Loira.

## Storia

### Simboli
Lo stemma comunale si blasona:
Creato da Jean-Paul Fernon, è stato adottato nel 1996. Il faggio ricorda il nome del paese e il capo si ispira allo stemma della famiglia Beauxoncles (di rosso, a tre conchiglie d'oro; al capo d'argento), antichi signori del luogo.

## Società

### Evoluzione demografica
Abitanti censiti